# Bazas
Bazas je francouzská obec v departementu Gironde v regionu Akvitánie. Žije zde přibližně 4 800 obyvatel. Je centrem kantonu Bazas.